# Alcmeone di Crotone
Alcmeone di Crotone (in greco antico: Ἀλκμαίων?, Alkmàion; Crotone, ... – ...; fl. VI-V secolo a.C.) è stato un medico e filosofo greco antico.

## Introduzione
Quasi tutte le informazioni superstiti circa Alcmeone di Crotone sono state messe in discussione dagli studiosi: essi si sono chiesti se fosse un medico o un "fisiologo" ("impegnato ad indagare la natura") presocratico, se fosse un pitagorico o in relazione con i pitagorici, se il suo atteggiamento scientifico fosse da qualificare come "empirico", se realmente avesse, primo in Occidente, praticato la dissezione del corpo umano a fini scientifici, se il ruolo centrale da lui attribuito - secondo le fonti dossografiche - al cervello nel coordinare le sensazioni non fosse da ridimensionare.
Negli ultimi decenni la revisione critica delle testimonianze e dei frammenti di Alcmeone ha determinato di fatto il superamento di tutti quegli "entusiasmi", certamente prematuri, che vorrebbero il crotoniate "il padre dell'anatomia, della fisiologia, dell'embriologia, della psicologia, della medicina stessa".
Si è aperta, in tal modo, sul piano metodologico, la via per una comprensione autenticamente "storica" della figura di Alcmeone, dimensionata nel tempo ed "in situazione".
Moltissimi frammenti dei testi scomparsi, ma citati particolarmente da Teofrasto, sono stati raccolti da Codellas (1932) e da questi è possibile evincere il suo pensiero. Si può pertanto affermare che Alcmeone è stato il primo filosofo naturalista (Strata, 2014). Robert Doty (2007) ha ripercorso la storia per quell'epoca straordinaria di Alcmeone, giungendo a concludere che le sue scoperte devono essere considerate rivoluzionarie al pari di quelle di Copernico e di Darwin. Da notare che il grande Aristotele negò i rapporti fra cervello e fenomeni mentali in quanto toccando il cervello, non si hanno sensazioni e il cuore è ultimo a morire, localizzando dunque qui le capacità della mente.

## Biografia
Dalla vita di Alcmeone non sappiamo molto. Aristotele riferisce che, «quanto all'età», «Alcmeone era giovane quando Pitagora era vecchio». Tuttavia, il passo non è contenuto in tutti i manoscritti né concordemente riferito dai commentatori antichi.
Contemporanei e diretti interlocutori di Alcmeone furono, secondo Diogene Laerzio, Brontino, Leonte e Batillo; personaggi considerati da Giamblico «pitagorici».
Dal punto di vista cronologico, risulta incerto se il floruit di Alcmeone sia da individuare nell'ultimo quarto del VI secolo, o piuttosto al principio o a metà (e oltre) del V secolo a.C.. Nel complesso il periodo più apprezzato dagli interpreti moderni è quello che va all'incirca dal 490 al 430 a.C..
La sua patria viene dalle fonti identificata con Crotone, città achea e magnogreca, fondata, secondo Dionigi di Alicarnasso (II, 59, 3), nel terzo anno della XVII Olimpiade (709-708 a.C.). Il padre era, secondo la tradizione dossografica, Períthos (Diog. Laert. VIII 83; Clem. Alex., Strom. I 78).

## Indagine sulla natura e medicina
Diogene Laerzio (VIII 83) considera Alcmeone «discepolo di Pitagora»: il suo impegno avrebbe riguardato «per lo più» la «medicina». Tra i "fisiologi" viene annoverato da Teofrasto. Secondo il giudizio di Galeno, Alcmeone, allo stesso modo di Melisso di Samo, Parmenide, Empedocle, Gorgia, Prodico e degli autori antichi in genere, scrisse un'opera Sulla natura. Per Favorino e Clemente Alessandrino sarebbe stato addirittura il primo a comporre un discorso intitolato Perì physeos. La sola attestazione che fa diretto riferimento ad Alcmeone come medicus è quella di Calcidio, risalente al IV secolo d.C.
Per il periodo storico in esame (VI-V secolo a.C.), la distinzione tra fisiologia/filosofia e medicina risultava essere non ancora strutturata: non solo «la linea di demarcazione fra questi due ambiti doveva essere fluida», ma all'interno dell'indagine "perì physeos" confluivano sia lo studio della natura, che del corpo umano e, più in generale, per gli enti tutti, apprezzati e osservati nella loro globalità.
Il primo frammento pervenutoci di Alcmeone contrappone l'onniscienza certa e immutabile degli dei alla scienza mutevole e ipotetica degli uomini che desumono le proprie tesi dai segni visibili nei corpi esaminati:
(Fr. 1)
(Alcmeone di Crotone)
Tuttavia, tale sapere non viene ancora associato alla filosofia o alla teologia umane.

## La salute come equilibrio tra proprietà opposte
Il dossografo greco Aezio, attivo tra il I secolo a.C. e il I secolo d.C., attribuisce ad Alcmeone la teoria medica, divenuta molto comune fra i Greci, della salute come equilibrio (isonomia) tra elementi o proprietà (dynameis) opposte: 
(A. Maddalena in G. Giannantoni, op. cit., p. 241.)
Simile dottrina ricorre, altresì, nel trattato ippocratico Sull'antica medicina (cap. 14) datato dalla critica agli ultimi decenni del V secolo a.C.: 
(Opere di Ippocrate, a cura di M. Vegetti, Torino, Utet, 2000, pag. 176.)
Nel riportare la dottrina dei pitagorici, secondo la quale «le contrarietà erano per essi principi delle cose che sono», Aristotele, dubita che all'origine vi fosse stato un contributo determinante da parte di Alcmeone. Questi, ad ogni modo, sosteneva che «duplici sono per lo più le cose riguardanti l'uomo». A differenza dei pitagorici – continua Aristotele – egli «non definiva quali fossero le contrarietà, ma nominava quelle che gli capitavano, bianco nero, dolce amaro, buono cattivo, grande piccolo».

## La dissezione di animali
Nel suo Commento al Timeo di Platone, il filosofo Calcidio riferisce che Alcmeone, «esperto di questioni fisiche», fu «il primo che sezionò animali viventi»: in particolare la sua attenzione si concentrò a «mostrare come è fatto l'occhio». Secondo la testimonianza di Teofrasto, Alcmeone ebbe modo di identificare determinati «canali» (poroi) che conducevano le sensazioni dagli organi di senso (orecchie, naso, lingua, occhi) al cervello, descrizione che si riferisce probabilmente ai fori dei nervi cranici.
Dal punto di vista storico, la critica più accorta riconosce come «i canali», cui fa riferimento Teofrasto, fossero, per quel che concerne l'udito e l'olfatto, «grosse strutture, quali i condotti delle narici e il meato uditivo esterno». Nel caso dell'occhio, tuttavia, le «osservazioni», effettuate da Alcmeone, «non riguardavano esclusivamente strutture esterne o di superficie: molto sarebbe infatti frutto di una conoscenza delle strutture retrostanti l'occhio». Il medico e fisiologo crotoniate si può al riguardo desumere che abbia, in forma assai limitata e circoscritta, praticato su animali «una recisione dell'occhio per mettere allo scoperto le strutture retrostanti, che si dipartono alla volta del cervello». Infatti descrive in maniera inequivocabile le vie ottiche (nervi ottici, chiasma e tratti ottici), come riportato da Calcidio.
Solo dopo Aristotele la dissezione cominciò lentamente ad imporsi, per diventare pratica assai diffusa e sistematica in età ellenistica.

## Il ruolo "egemonico" del cervello: percezione e comprensione
Nel complesso «si può riconoscere che il primo impiego del coltello a vantaggio della ricerca sulla natura risale ad Alcmeone».. Questo «rese possibile la scoperta del collegamento nervoso tra l'occhio e il cervello e diede avvio a riflessioni sulla reale sede delle sensazioni in quest'ultimo organo»..Di rilievo la testimonianza di Teofrasto (De sensu. 25 sg.): 
(A. Maddalena in G. Giannantoni (a cura di), op. cit., pp. 239-240.)

## L'anima
Secondo Aezio, Alcmeone affermò che le anime sono causa del proprio movimento e di quello del corpo nel quale sono immerse. Poiché il moto proprio delle anime è continuo e ininterrotto, esse possono essere assimilate ai corpi celesti divini e da ciò si può derivare la loro immortalità.  Ciò che si muove è vivo e ciò che si muove continuamente è continuamente vivo e quindi immortale. L'argomento di Alcmeone fu ripreso da Platone nel Fedro (245c-246a).

## I limiti della conoscenza umana
Diogene Laerzio conserva l'incipit dell'asserito trattato di Alcmeone “Sulla natura”:
(A. Maddalena in G. Giannantoni (a cura di), op. cit., p. 243.)
(M. Vegetti, op. cit., p. 21.)